# Balacra
Genre
Balacra est un genre de lépidoptères (papillons) africains de la famille des Erebidae et de la sous-famille des Arctiinae.

## Liste des espèces
Selon FUNET Tree of Life (18 octobre 2020) :
- Balacra alberici Dufrane, 1945
- Balacra aurivilliusi Kiriakoff, 1957
- Balacra basilewskyi Kiriakoff, 1953
- Balacra batesi (Druce, 1910)
- Balacra belga Kiriakoff, 1954
- Balacra caeruleifascia Walker, 1856
- Balacra elegans Aurivillius, 1892
- Balacra flava Przybylowicz, 2013
- Balacra flavimacula Walker, 1856
- Balacra fontainei Kiriakoff, 1953
- Balacra furva Hampson, 1911
- Balacra guillemei (Oberthür, 1911)
- Balacra herona (Druce, [1888])
- Balacra haemalea Holland, 1893
- Balacra humphreyi Rothschild, 1912
- Balacra jaensis Bethune-Baker, 1927
- Balacra monotonia (Strand, 1912)
- Balacra nigripennis (Aurivillius, 1904)
- Balacra preussi (Aurivillius, 1904)
- Balacra pulchra Aurivillius, 1892
- Balacra rattrayi (Rothschild, 1910)
- Balacra rubricincta Holland, 1893
- Balacra rubrostriata (Aurivillius, 1898)
- Balacra tamsi (Kiriakoff, 1957)
- Balacra affinis (Rothschild, 1910)
- Balacra daphaena (Hampson, 1898)
- Balacra inexpectata  Durante & Zangrilli, 2016
- Balacra kupensis Ochse, 2017
- Balacra magnoloi Durante & Zangrilli, 2016
- Balacra compsa (Jordan, 1904)
- Balacra diaphana Kiriakoff, 1957
- Balacra flava Przybylowicz, 2013